# TesseracT (гурт)
TesseracT — британський гурт у жанрі прог-метал, заснований 2003 року в Мілтон-Кінзі, графство Бакінгемшир. До складу гурту входять Деніел Томпкінс (вокал), Алек «Екл» Коні (соло-гітара і продюсер), Джеймс Монтейт (ритм-гітара), Амос Вільямс (бас-гітара, бек-вокал) та Джей Постоунс (ударні, перкусія). Гурт підписаний на лейбл Kscope. Вони вважаються одним із гуртів, що започаткували джент-рух у прогресивному металі. Станом на лютий 2024 року Tesseract випустили п'ять студійних альбомів: One, Altered State, Polaris, Sonder і War of Being, а також два концертних альбоми, Odyssey/Scala і Portals, і мініальбоми Concealing Fate, Perspective, Errai і Regrowth.

## Історія

### 2003—2009: ранні роки
Tesseract розпочали діяльність у 2003 році, коли засновник гурту Екл Коні записував музику зі своїм гуртом Mikaw Barish. Коні також брав участь у неофіційному попереднику Tesseract, Fellsilent. Французький вокаліст Жюльєн Пер'є співав на ранніх етапах існування Tesseract, але логістичні труднощі, пов'язані з відстанню, означали, що він не зміг приєднатися до гурту на постійній основі. Після того, як був сформований перший повний склад, Tesseract почали грати концерти і збирати матеріал для дебютного альбому; у 2007 році вони випустили трипісенне демо, що містило частини того, що згодом стало їхнім дебютним альбомом, One.

### 2009—2011:One
У 2009 році гурт покинув колишній вокаліст Абісола Обасанья, якого замінив Деніел Томпкінс. Екл познайомився з Томпкінсом під час роботи над альбомом Atlantic зі своїм попереднім гуртом First Signs of Frost, який він продюсував. Гурт переробив пісні альбому разом із Томпкінсом, готуючись до релізу у 2010 році. Незадовго до початку першого великого турне Tesseract випустили Concealing Fate, шеститрекову сюїту, яка стала центральним елементом дебютного альбому One, що вийшов 22 березня 2011 року. Пізніше того ж року Tesseract відправилися в турне по всій Великобританії на підтримку One з Chimp Spanner і Uneven Structure на розігріві, а також виступили на фестивалі Sonisphere в Кнебворті.

### 2011—2012: мініальбомPerspective
20 серпня 2011 року почали поширюватися чутки про те, що вокаліст Деніел Томпкінс покинув гурт, оскільки Tesseract були помічені з іншим вокалістом під час концерту в Craufurd Arms у Мілтон-Кінзі. 23 серпня інформацію підтвердив гурт, представивши Елліота Коулмана як нового вокаліста гурту. Деніел Томпкінс продовжував співати у прогресив-метал гурті Skyharbor, попрок гурті In Colour, а також у своєму експериментальному сайд-проєкті White Moth Black Butterfly.
У вересні 2011 року інструментальна версія One вийшла в цифровому форматі, а в жовтні 2011 року як оригінальна, так і інструментальна версії вийшли на вінілі у вигляді подвійної платівки.
На початку 2012 року Tesseract працювали над акустичним мініальбомом, натхненний радіоакустичною сесією, яку вони відіграли у Брукліні, Нью-Йорк, роком раніше. Він отримав назву Perspective і вийшов 25 травня 2012 року.

### 2012—2014:Altered State
12 червня 2012 року Tesseract оголосили, що Коулман покинув гурт за взаємною згодою. 7 вересня 2012 року гурт оголосив, що знайшов нового вокаліста, ім'я якого поки не називається, і випустить сингл «Nocturne» 12 жовтня. Також вони анонсували серію концертів у Європі, включаючи виступ на фестивалі Euroblast. Пізніше стало відомо, що новим вокалістом став Еш О'Хара з британського прогресив-метал-гурту Voices from the Fuselage. Tesseract опублікували коротку заяву про нового вокаліста на своєму веб-сайті.
28 лютого 2013 року гурт оприлюднив дату виходу Altered State, а також повний трек-лист альбому. Альбом являв собою 51-хвилинну безперервну роботу, розділену на чотири великі частини (Of Matter, Of Mind, Of Reality, Of Energy), кожна з яких містить по кілька треків. 30 квітня «Singularity» вийшов в ефір на рок-шоу BBC Radio 1, а пізніше з'явився на їхньому акаунті SoundCloud.
Під час телефонного інтерв'ю з Metal Injection Вільямс заявив, що гурт відправиться на гастролі в США влітку 2013 року і в кінці 2013 року в турне по Європі.
Altered State був повністю трансльований 12 травня 2013 року на офіційному каналі Century Media на YouTube, за два тижні до релізу 27 травня.

### 2014—2016:Odyssey/Scala,Polarisта мініальбомErrai
27 червня 2014 року було оголошено, що Еш О'Хара покинув гурт, а Ден Томпкінс знову приєднався до колективу, покинувши Skyharbor. 18 травня 2015 року Tesseract випустили Odyssey/Scala, перший концертний DVD і альбом-збірку.
Незабаром після возз'єднання Деніела Томпкінса з гуртом почався запис третього студійного альбому. Гурт часто оновлював свої сторінки у соціальних мережах, зображуючи учасників за грою на різних інструментах у студії. 10 липня 2015 року на офіційній сторінці Tesseract у Facebook з'явився відео-тизер нового альбому під назвою Polaris. Вони також випустили обкладинку альбому і призначили дату релізу на 18 вересня 2015 року. Повний стрім альбому був завантажений на YouTube лейблом Kscope Music 15 вересня 2015 року. У листопаді 2015 року гурт відправився в турне на підтримку нового альбому з супроводжувальними гуртами, як-от The Contortionist, ERRA і Skyharbor.
16 вересня 2016 року вийшов мініальбом під назвою Errai, що складається з чотирьох акустично перероблених треків з Polaris.

### 2017—2021:SonderтаPortals
Написання матеріалу для альбому Sonder тривало протягом 2017 року. Гурт випустив промо-сингл «Smile» 23 червня 2017 року. Кілька учасників гурту, зокрема Екл Коні та Еймос Вільямс, визнали, що сингл не є повним фінальним міксом і буде доопрацьовуватися перед релізом на Sonder. За словами Еймоса на сайті Kscope, «у нас є чітке уявлення про те, що ми хочемо зробити з цим треком у наступному альбомі, оскільки він жодним чином не закінчений». Четвертий студійний альбом Tesseract, Sonder, був анонсований 8 лютого 2018 року. Лід-сингл «Luminary» також вийшов 8 лютого, а другий сингл «King» — 16 березня. Повний альбом вийшов 20 квітня 2018 року.
У цей період Ден Томпкінс почав займатися сольною кар'єрою, випустивши перший сольний альбом Castles у 2019 році і другий Ruins 2020 року. Castles має темне поп/електронне рок-звучання, в той час як Ruins — це прогресив-метал-переробка Castles з піснею «The Gift» (співпраця між ним і Меттом Гіфі з Trivium).
У 2020 році Tesseract грали Portals, який описали як «живий кінематографічний досвід» у вигляді квиткової онлайн-трансляції. Барабанщик Джей Постоунс був замінений Майком Маліаном (барабанщик Monuments), оскільки Постоунс вирішив залишитися в Техасі через необхідну двотижневу ізоляцію під час пандемії COVID-19. 27 серпня 2021 року вийшла аудіоверсія Portals, яка стала другим концертним альбомом гурту.

### 2022— дотепер: мініальбомRegrowthтаWar of Being
У 2022 році Тессеракт випустив двопісенний мініальбом Regrowth, щоб зібрати гроші для народу України. «Ці пісні вже давно були в домені Тессеракт. Ми розробили їх для 5-го альбому, але вони просто не підходили для напрямку руху альбому. Замість того, щоб вони повільно розкладалися десь на сервері, ми вирішили, що з них можна зробити щось хороше, нехай навіть і невелике [sic]». Tesseract також закінчили запис п'ятого студійного альбому War of Being, реліз якого відбувся 15 вересня 2023 року. 12 липня вийшов лід-сингл і титульний трек. 16 серпня гурт представив другий сингл «The Grey». 13 вересня, за два дні до виходу альбому, гурт випустив третій сингл «Legion» разом із музичним відео.

## Музичний стиль
Tesseract грають специфічний стиль прогресивного металу, який відрізняється відкритими налаштуваннями гітар, поліритмічними рифами, непарними часовими сигнатурами і декількома атмосферними шарами. Гурт заявляє, що вони не пишуть свою музику з конкретними поліритмами на увазі, а грають те, що, на їхню думку, відповідає груву. Вони також включають середньочастотний дисторшн гітарний тон і чисті мелодійні пасажі, на які сильно вплинула ембієнтна музика.

## Склад гурту
Поточний склад
- Екл Коні (Acle Kahney) — соло-гітара (з 2003), ритм-гітара, бас (2003—2006)
- Джей Постонс (Jay Postones) — ударні (з 2006)
- Джеймс Монтейт (James Monteith) — ритм-гітара (з 2006)
- Амос Вільямс (Amos Williams) — бас, бек-вокал (з 2006)
- Деніел Томпкінс (Daniel Tompkins) — вокал (2009—2011, 2014 — дотепер)

Колишні учасники
- Жульєн Пер'є (Julien Perier) — спів (2004—2006)
- Абісола Обасанья (Abisola Obasanya) — спів (2006—2009)
- Елліот Колмен (Elliot Coleman) — спів (2011—2012)
- Еш О'Хара (Ashe O'Hara) — спів (2012—2014)

## Дискографія

### Студійні альбоми
| Назва         | Деталі альбому                                   | Пікові позиції у чартах | Пікові позиції у чартах | Пікові позиції у чартах | Пікові позиції у чартах | Пікові позиції у чартах | Пікові позиції у чартах |
| Назва         | Деталі альбому                                   | UK                      | AUS                     | AUT                     | GER                     | SWI                     | US                      |
| ------------- | ------------------------------------------------ | ----------------------- | ----------------------- | ----------------------- | ----------------------- | ----------------------- | ----------------------- |
| One           | - Вийшов: 22 березня 2011 - Лейбл: Century Media | —                       | —                       | —                       | —                       | —                       | —                       |
| Altered State | - Вийшов: 27 травня 2013 - Лейбл: Century Media  | —                       | —                       | —                       | —                       | —                       | 94                      |
| Polaris       | - Вийшов: 18 вересня 2015 - Лейбл: Kscope        | 65                      | —                       | —                       | —                       | —                       | 120                     |
| Sonder        | - Вийшов: 20 квітня 2018 - Лейбл: Kscope         | 62                      | 47                      | 31                      | 48                      | 51                      | 192                     |
| War of Being  | - Вийшов: 15 вересня 2023 - Лейбл: Kscope        | —                       | —                       | —                       | 68                      | —                       | —                       |

### Мініальбоми
- Concealing Fate (2010)
- Perspective (2012)
- Errai (2016)
- Regrowth (2022)

### Концертні альбоми
- Odyssey/Scala (2015)
- Portals (2021)

### Демозаписи
- Demo (2007)

### Сингли
- «Nascent» (2011)
- «Nocturne» (radio edit) (2012)
- «Messenger» (2015)
- «Survival» (2015)
- «Survival (Errai)» (2016)
- «Smile» (2017)
- «Luminary» (2018)
- «King» (2018)
- «Nocturne (P O R T A L S)» (2021)
- «Tourniquet (P O R T A L S)» (2021)
- «War of Being» (2023)
- «The Grey» (2023)
- «Legion» (2023)

## Відеографія
- Deception (Concealing Fate Part 2) (2010)
- Nascent (2011)
- Concealing Fate EP — Live (2011) Бонусний DVD з альбомом One.
- April — Lyrics Video (2011)

Крім того гурт викладає концертні та студійні відео на своєму каналі в YouTube.

## Нагороди і номінації
| Рік  | Номіновано    | Нагорода                                      | Результат |
| ---- | ------------- | --------------------------------------------- | --------- |
| 2011 | One           | Golden Gods Award for Best New Band           | Номінація |
| 2012 | One           | Progressive Music Award for New Blood         | Перемога  |
| 2013 | Altered State | Progressive Music Award for Album of the Year | Номінація |